# 인지 부하
인지 부하(cognitive load)는 학습이나 과제 해결 과정에서의 인지적 요구량을 말한다. 어떤 정보가 학습되기 위해서는 작동기억 안에서 정보가 처리되어야 하는데, 작동기억이 처리해 낼 수 있는 정보의 양보다 처리해야 할 정보가 많으면 문제가 생기며 인지부하가 생기게 된다.

## 분류

### 내재적 인지부하
내재적 인지부하(intrinsic cognitive load)란 학습자료나 과제 자체가 가지고 있는 난이도와 복잡성이라 할 수 있다. 상호 작용성이 높은 학습 자료를 해결하기 위해서는 개념을 획득하고 개념들 간의 관련성을 이해하는 것이 작동기억의 부하를 감소시킬 수 있다. 내재적 인지부하는 학습의 난이도에 따라 상대적일 수 있으며 이는 사전지식의 보유와 관련이 있다고도 할 수 있다.

### 외재적 인지부하
외재적 인지부하(extraneous cognitive load)는 학습 과제 자체의 난이도가 아닌 학습방법, 자료제시방법 등 교수전략에 의해 개선될 수 있는 인지부하이다. 그러나 외재적 인지부하는 내재적 인지부하에 영향을 받는다(김 경, 김동식, 2004). 즉, 학습 과제 자체가 내재적 인지부하가 낮다면 교수 설계가 부적절하여 외재적 인지부하가 발생하더라도 이것이 작동기억의 범위 내에 있기 때문에 문제를 해결하는데 어려움이 없게 된다.

### 본유적 인지부하
본유적 인지부하(germane cognitive load)란 작동기억의 범위안에서 학습과 직접 관련이 있는 정신적인 노력을 의미한다. 인지부하는 학습자에게 지나치게 낮은 수준의 학습자료를 제공하거나 높은 자료를 제시하게 되면 일어나지 않는다. 그러나 학습자에게 적절한 수준의 학습자료를 제공하면 학습자는 문제를 해결하기 위해 정신적인 노력을 기울이게 된다. 이때 발생하는 인지부하를 ‘본유적 인지부하’라고 한다

## 인지부하이론

### 인지부하이론의 개념
Sweller에 따르면, 인지부하 이론(Cognitive Load Theory: CLT)이란 일반적으로 과제 해결에 요구되는 인지자원의 양이 인지구조가 보유하고 있는 자원의 용량을 초과할 때 인지과부하(cognitive overload)가 발생하였다고 한다. 이때 발생한 인지과부하를 인지부하이론에서는 학습 부진의 주요 원인으로 보고 불필요한 인지부하를 초래하는 변인을 밝혀 효과적인 학습을 할 수 있도록 유도하고, 학습 전략 개발에 그 목적을 둔다. 이러한 맥락에서 수많은 실증적 자료를 통해 도출된 것이 인지부하 이론이다.

### 인지부하이론의 전제
Chandler과 Sweller에 의하면 인지부하 이론의 기본가정은 인간의 작동기억은 한 번에 저장하고 처리할 수 있는 정보의 양은 극도로 제한되어 있다는 것이다. 즉, 학습하고자 하는 정보가 작동기억에서 처리되어야 하는데 이때 작동기억의 한계를 넘어 정보가 처리되지 못하고, 소멸되거나 과부하를 일으키는 것을 인지부하(cognitive load)라 한다(Sweller, 1994). 이는 한 번에 너무 많은 정보의 양을 제공하면 학습자에게 인지적 과부하를 일으켜 학습이 효과적으로 일어나는 것을 방해하는 요인이 된다는 것이다. 또한 Moreno와 Mayer는 인지부하 이론에서 인간의 작동기억에는 복수의 정보 처리 채널이 존재한다는 것에 의미를 두었다. Baddeley는 학습을 하는 과정은 학습자의 감각기관(sensory registers)을 통하여 들어온 학습내용이 학습자의 작동기억(working memory)에 머물다가 다시 장기기억(longterm memory)으로 저장되는 일련의 과정을 거치게 되는데 이때 작동기억은 그림과 도표를 처리하는 시공간적 정보처리기와 청각적 정보를 처리하는 음운 루프, 이 둘을 조절하는 통제기가 있다고 하였다.

## 이러닝컨텐츠에서의 인지부하

### 중복원리
학습 내용을 멀티미디어로 제시할 때 내용 설명을 텍스트와 나레이션을 함께 제공할 경우 학습자에게 인지 과부하를 일으킬 수 있다. 멀티미디어와 텍스트는 시각 채널, 나레이션은 청각 채널로 지각되기 때문에 시각 채널에서 과부하가 발생한다. 특히 멀티미디어의 화면 전환이 빠르게 일어나거나, 친숙하지 않고 어려운 학습 내용일수록 인지 과부하는 심화된다.
한편, 멀티미디어와 텍스트가 함께 제시 되어도 인지 과부하가 일어나지 않는 경우도 있다. 내용이 너무 어렵거나 생소하여 보충 설명이 필요한 경우가 그러하다. 또한 학습자가 멀티미디어와 텍스트 모두를 함께 제공받아도 처리할 수 있을만큼의 높은 수준을 가졌을 때도 인지 과부하가 일어나지 않는다.

### 이러닝학습환경
이러닝 학습 환경은 많은 양의 정보를 포함하고 있으며 이 정보를 탐색하고 학습하는 과정 속에서 학습자는 자신의 인지처리 능력을 벗어나는 양의 정보에 노출될 때 인지 과부하가 일어난다. 그렇게 되면 학습자는 처음의 학습 목표를 잃고 학습 흐름을 놓칠 수 있게 된다. 이러닝에서는 학습 내용 외에도 학습자가 웹을 통해 추가적인 정보를 탐색하고 제공받을 수 있다. 이때 추가적인 정보는 학습 내용과 같은 맥락을 유지하여야 인지 과부하가 일어나지 않게 된다. 이를 위해서 학습자는 자기 스스로 학습 목표를 명확하게 인식하고 목표를 달성 할 수 있도록 도와주는 정보를 찾으려고 노력해야 한다. 이때 교수자는 학습자가 학습 목표와 부합하는 정보를 찾을 수 있도록 안내하고 지도하여야 한다. 또한 학습자가 소화할 수 있을 만큼의 적절한 학습 내용을 제공하여야 한다.